# Virginie Ledoyen
Virginie Ledoyen (sinh ngày 15 tháng 11 năm 1976), được biết đến một giai đoạn tên Virginie Ledoyen, là một nữ diễn viên người Pháp gốc Tây Ban Nha. Cô khởi đầu từ phim Les Exploits d'un jeune Don Juan (1987), nổi tiếng từ phim Mima (1991) Les Marmottes (1994), L'Eau froide (1994) và La Fille seule (1995), sau đó là phim The Beach (2000, đóng với Leonardo DiCaprio), tham gia phim truyền hình Les Misérables (2000), và phim 8 Women (Huit femmes -2002, giành giải thưởng phim châu Âu và giải Gấu bạc tại Liên hoan phim Berlin),... Với các phim Les Marmottes, L'Eau froide, La fille seule, cô đều được đề cử giải César.

## Các phim đã đóng
- Les Exploits d'un jeune Don Juan (1987)
- Lo más natural (The Most Natural Thing, 1991)
- Le Voleur d'enfants (The Children Thief, 1991)
- Mima (1991)
- Les Marmottes (The Groundhogs, 1993)
- La Folie douce (Loose Screws, 1994)
- L'Eau froide (Cold Water, 1994)
- La Fille seule (A Single Girl', 1995)
- La Cérémonie (1995)
- Sur la route (1995)
- Les Sensuels (1995)
- Mahjong (1996)
- Ma 6-T va crack-er (1997)
- Héroïnes (1997)
- Marianne (1997)
- Jeanne et le garçon formidable (Jeanne and the Perfect Guy, 1998)
- A Soldier's Daughter Never Cries (1998)
- Fin août, début septembre (Late August, Early September, 1998)
- En plein coeur {In All Innocence} (1998)
- The Beach (2000)
- Les Misérables (TV miniseries) (2000)
- De l'amour (All About Love, 2001)
- 8 femmes (8 Women, 2002)
- Josy (2002)
- Mais qui a tué Pamela Rose? (2003)
- Bon Voyage (2003)
- Saint Ange (2004)
- Holly (2006)
- Bosque de sombras (BackWoods, 2006)
- La Doublure (The Valet, 2006))
- Seed of Contention (2006)
- Un baiser s'il vous plaît (Shall We Kiss?, 2007)
- Mes amis, mes amours (London mon amour, 2008)
- L'Emmerdeur (A Pain in the Ass, 2008)
- The Army of Crime (2009)
- XIII: The Series (2011)
- Farewell, My Queen (2012)